# Trophée Eddie-Shore
Le trophée Eddie-Shore est un trophée de hockey sur glace. Il est baptisé en l'honneur de Eddie Shore, joueur et membre du Temple de la renommée du hockey, est attribué annuellement au meilleur défenseur de la Ligue américaine de hockey.
Le trophée a été remis pour la première fois en 1959.

## Liste des vainqueurs
| Saison    | Joueur              | Équipe                                                        |
| --------- | ------------------- | ------------------------------------------------------------- |
| 1958-1959 | Steve Kraftcheck    | Americans de Rochester                                        |
| 1959-1960 | Larry Hillman       | Reds de Providence                                            |
| 1960-1961 | Bob McCord          | Indians de Springfield                                        |
| 1961-1962 | Kent Douglas        | Indians de Springfield                                        |
| 1962-1963 | Marc Reaume         | Bears de Hershey                                              |
| 1963-1964 | Ted Harris          | Barons de Cleveland                                           |
| 1964-1965 | Al Arbour           | Americans de Rochester                                        |
| 1965-1966 | Jim Morrison        | As de Québec                                                  |
| 1966-1967 | Bob McCord          | Hornets de Pittsburgh                                         |
| 1967-1968 | Bill Needham        | Barons de Cleveland                                           |
| 1968-1969 | Bob Blackburn       | Bisons de Buffalo                                             |
| 1969-1970 | Noel Price          | Kings de Springfield                                          |
| 1970-1971 | Marshall Johnston   | Barons de Cleveland                                           |
| 1971-1972 | Noel Price          | Kings de Springfield et Voyageurs de la Nouvelle-Écosse       |
| 1972-1973 | Ray McKay           | Swords de Cincinnati                                          |
| 1973-1974 | Gordie Smith        | Kings de Springfield                                          |
| 1974-1975 | Joe Zanussi         | Reds de Providence                                            |
| 1975-1976 | Noel Price          | Voyageurs de la Nouvelle-Écosse                               |
| 1976-1977 | Brian Engblom       | Voyageurs de la Nouvelle-Écosse                               |
| 1977-1978 | Terry Murray        | Mariners du Maine                                             |
| 1978-1979 | Terry Murray        | Mariners du Maine                                             |
| 1979-1980 | Rick Vasko          | Red Wings de l'Adirondack                                     |
| 1980-1981 | Craig Levie         | Voyageurs de la Nouvelle-Écosse                               |
| 1981-1982 | Dave Farrish        | Hawks du Nouveau-Brunswick                                    |
| 1982-1983 | Greg Tebbutt        | Skipjacks de Baltimore                                        |
| 1983-1984 | Garry Lariviere     | Saints de Saint Catharines                                    |
| 1984-1985 | Richie Dunn         | Whalers de Binghamton                                         |
| 1985-1986 | Jim Wiemer          | Nighthawks de New Haven                                       |
| 1986-1987 | Brad Shaw           | Whalers de Binghamton                                         |
| 1987-1988 | David Fenyves       | Bears de Hershey                                              |
| 1988-1989 | David Fenyves       | Bears de Hershey                                              |
| 1989-1990 | Eric Weinrich       | Devils d'Utica                                                |
| 1990-1991 | Norm Maciver        | Oilers du Cap-Breton                                          |
| 1991-1992 | Greg Hawgood        | Oilers du Cap-Breton                                          |
| 1992-1993 | Bobby Dollas        | Red Wings de l'Adirondack                                     |
| 1993-1994 | Chris Snell         | Maple Leafs de Saint-Jean                                     |
| 1994-1995 | Jeff Serowik        | Bruins de Providence                                          |
| 1995-1996 | Barry Richter       | Rangers de Binghamton                                         |
| 1996-1997 | Darren Rumble       | Phantoms de Philadelphie                                      |
| 1997-1998 | Jamie Heward        | Phantoms de Philadelphie                                      |
| 1998-1999 | Ken Sutton          | River Rats d'Albany                                           |
| 1999-2000 | Brad Tiley          | Falcons de Springfield                                        |
| 2000-2001 | John Slaney         | Penguins de Wilkes-Barre/Scranton et Phantoms de Philadelphie |
| 2001-2002 | John Slaney         | Phantoms de Philadelphie                                      |
| 2002-2003 | Curtis Murphy       | Aeros de Houston                                              |
| 2003-2004 | Curtis Murphy       | Admirals de Milwaukee                                         |
| 2004-2005 | Niklas Kronwall     | Griffins de Grand Rapids                                      |
| 2005-2006 | Andy Delmore        | Crunch de Syracuse                                            |
| 2006-2007 | Sheldon Brookbank   | Admirals de Milwaukee                                         |
| 2007-2008 | Andrew Hutchinson   | Wolf Pack de Hartford                                         |
| 2008-2009 | Johnny Boychuk      | Bruins de Providence                                          |
| 2009-2010 | Danny Groulx        | Sharks de Worcester                                           |
| 2010-2011 | Marc-André Gragnani | Pirates de Portland                                           |
| 2011-2012 | Mark Barberio       | Admirals de Norfolk                                           |
| 2012-2013 | Justin Schultz      | Barons d'Oklahoma City                                        |
| 2013-2014 | T.J. Brennan        | Marlies de Toronto                                            |
| 2014-2015 | Chris Wideman       | Senators de Binghamton                                        |
| 2015-2016 | T.J. Brennan        | Marlies de Toronto                                            |
| 2016-2017 | Matt Taormina       | Crunch de Syracuse                                            |
| 2017-2018 | Sami Niku           | Moose du Manitoba                                             |
| 2018-2019 | Zach Redmond        | Americans de Rochester                                        |
| 2019-2020 | Jake Bean           | Checkers de Charlotte                                         |
| 2020-2021 | Ryan Murphy         | Silver Knights de Henderson                                   |
| 2021-2022 | Jordan Gross        | Eagles du Colorado                                            |
| 2022-2023 | Christian Wolanin   | Canucks d'Abbotsford                                          |